# Torneo di Wimbledon 1956
Il Torneo di Wimbledon 1956 è stata la 70ª edizione del Torneo di Wimbledon e terza prova stagionale dello Slam per il 1956.
Si è giocato sui campi in erba dell'All England Lawn Tennis and Croquet Club di Wimbledon a Londra, in Gran Bretagna.

## Campioni

### Senior

#### Singolare maschile
Lew Hoad ha battuto in finale  Ken Rosewall con il punteggio di 6–2 4–6 7–5 6–4.

#### Singolare femminile
Shirley Fry ha battuto in finale  Angela Buxton con il punteggio di 6–3, 6–1.

#### Doppio maschile
Lew Hoad /  Ken Rosewall hanno battuto in finale  Nicola Pietrangeli /  Orlando Sirola con il punteggio di 7–5, 6–2, 6–1.

#### Doppio femminile
Angela Buxton /  Althea Gibson hanno battuto in finale  Fay Muller /  Daphne Seeney con il punteggio di 6–1, 8–6.

#### Doppio misto
Shirley Fry /  Vic Seixas hanno battuto in finale  Althea Gibson /  Gardnar Mulloy con il punteggio di 2–6, 6–2, 7–5.

### Junior

#### Singolare ragazzi
Ron Holmberg ha sconfitto in finale  Rod Laver con il punteggio di 6–1, 6–1.

#### Singolare ragazze
Ann Haydon-Jones ha sconfitto in finale  Ilse Buding con il punteggio di 6–3, 6–4.